# Oliver Krauß

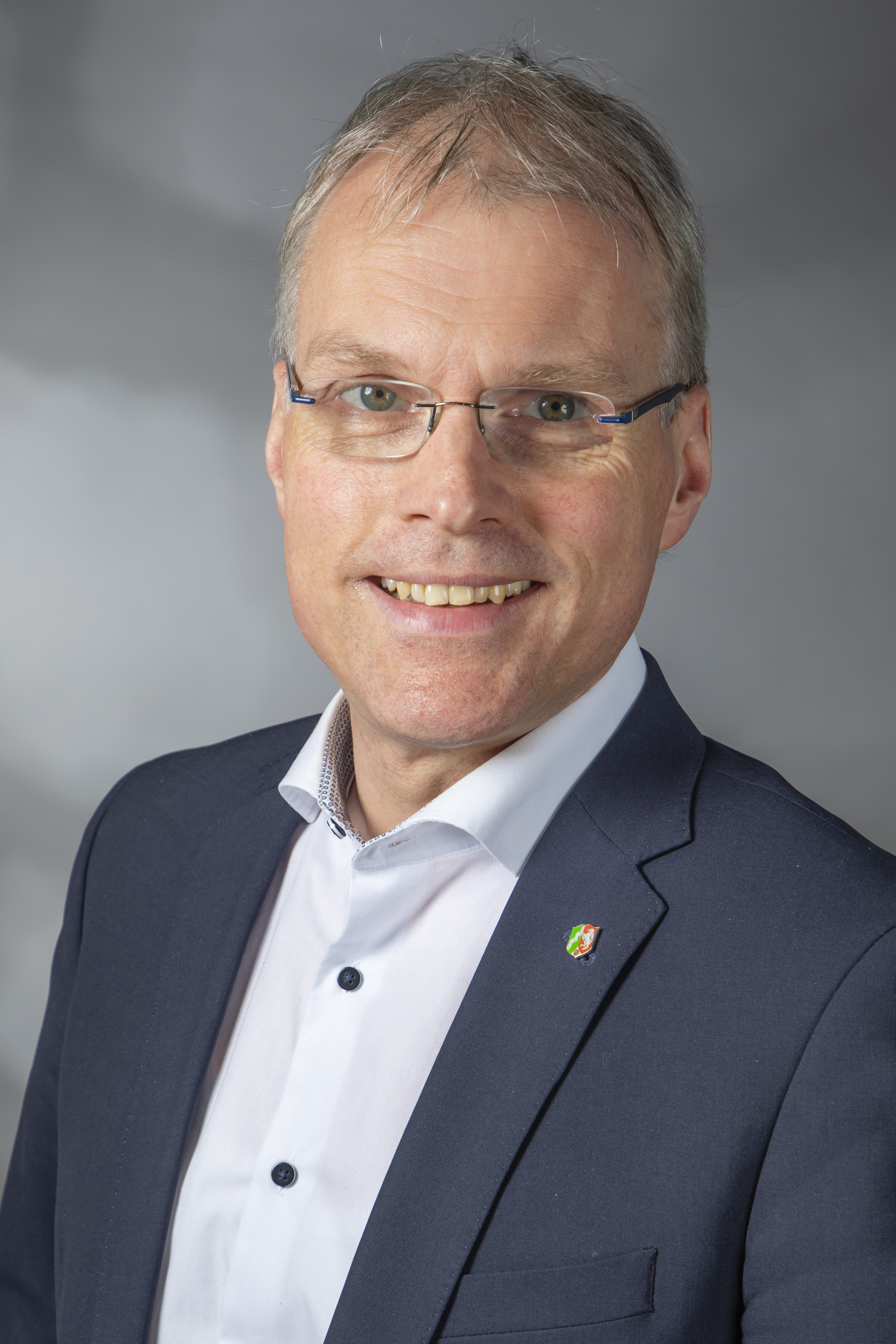
Oliver Krauß (2019)

Oliver Krauß (* 13. Mai 1969 in Bad Harzburg) ist ein deutscher Politiker (CDU) und seit 2017 Mitglied des Landtags von Nordrhein-Westfalen.

## Leben
Krauß absolvierte am Collegium Josephinum Bonn sein Abitur, studierte danach Rechtswissenschaften und ist als Rechtsanwalt tätig. Seit 1999 ist Krauß Mitglied im Kreistag des Rhein-Sieg-Kreises. Ihm gelang am 14. Mai 2017 der Einzug als Abgeordneter in den Landtag von Nordrhein-Westfalen im Landtagswahlkreis Rhein-Sieg-Kreis III, den er mit 44,8 % der Stimmen direkt gewann. Bei der Landtagswahl 2022 verteidigte Krauß den neu zugeschnittenen Wahlkreis Rhein-Sieg-Kreis III – Euskirchen III mit 40,99 %.
Seit Oktober 2021 ist er als Nachfolger von Elisabeth Winkelmeier-Becker Vorsitzender der CDU Rhein-Sieg, des mitgliederstärksten CDU-Kreisverbandes in Deutschland.
Oliver Krauß ist verheiratet, hat zwei Kinder und wohnt mit seiner Familie in Alfter.